# نویکیرشن (زاکسونی)-آنهالت
نویکیرشن (زاکسونی)-آنهالت (به آلمانی: Neukirchen) یک منطقهٔ مسکونی در آلمان است که در التمارکیسچ ویسچ واقع شده‌است. نویکیرشن  ۲۷۴ نفر جمعیت دارد.